# Orsara di Puglia
Orsara di Puglia – miejscowość i gmina we Włoszech, w regionie Apulia, w prowincji Foggia.
Według danych na rok 2004 gminę zamieszkiwało 3268 osób, 39,9 os./km².